# Jakob Frey

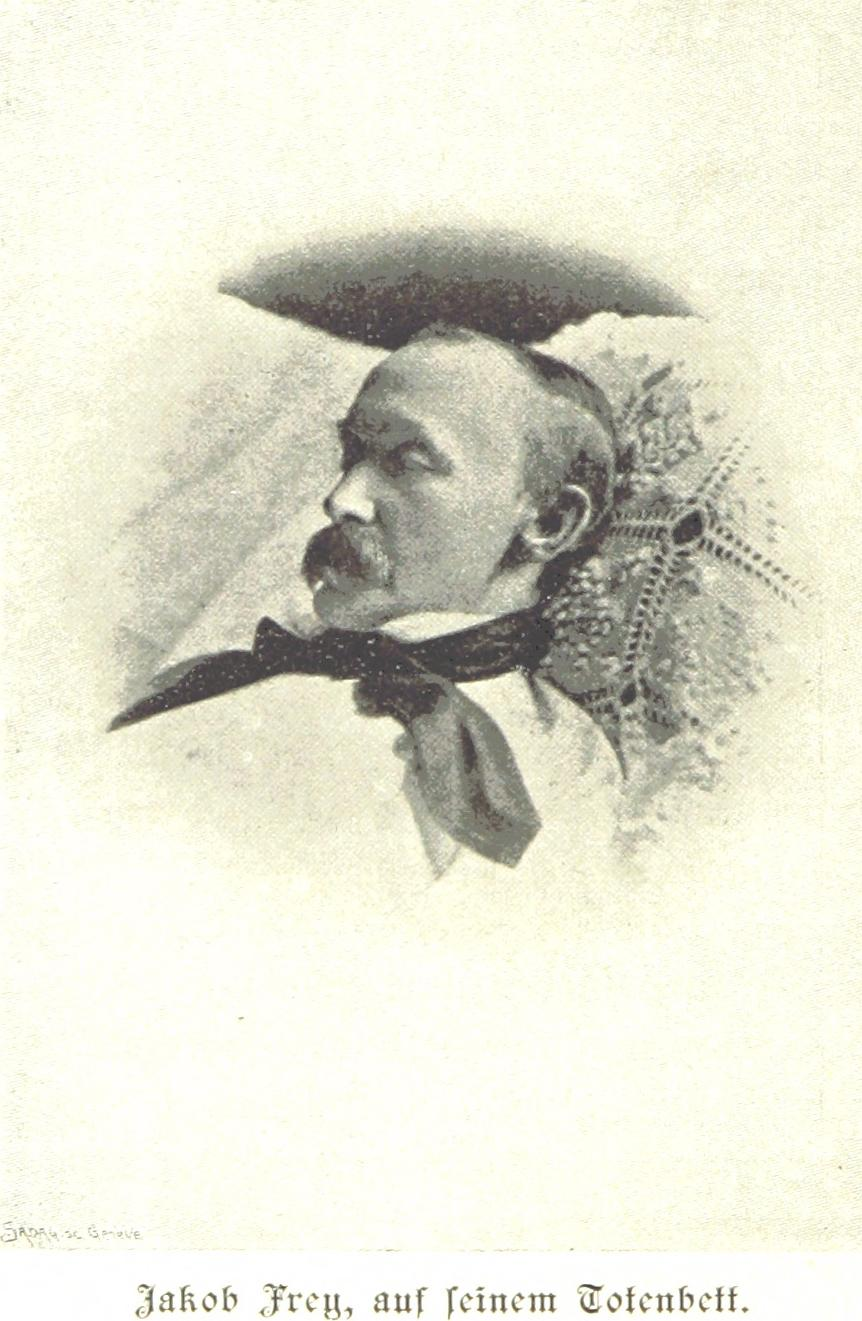
Jakob Frey

Jakob Frey (* 13. Mai 1824 in Gontenschwil; † 30. Dezember 1875 in Bern; Pseudonyme: J. Reif, F. Kuhn, F. Imhoof, J. A.) war ein Schweizer Schriftsteller.

## Leben
Jakob Frey war der Sohn von Melchior Frey und Maria Hunziker aus Leimbach. In Reinach besuchte er 1837 die Bezirksschule und ab 1840 das Gymnasium. Dort wurde er u. a. von Ernst Ludwig Rochholz unterrichtet. Nach bestandener Maturitätsprüfung studierte er ab 1844 in Tübingen und später in München. Der Ausbruch des Sonderbundkrieges 1847 veranlasste Frey als freiwillige Hilfskraft im Stab von Emil Rothpletz seine Dienst zu tun. Nach Beendigung des Krieges war Frey nochmal in Tübingen um im Frühjahr 1848 an der Universität Zürich sein Studium bei Johann Jakob Hottinger in Philologie und Philosophie abzuschliessen.
1850 übernahm Frey die Leitung des Schweizerboten und wurde von seiner Gemeinde in den Grossen Rat und zum Sekretär desselben gewählt. 1854 heiratete er Rosa Hunziker von Oberkulm. Da er dem Staatsdienst keinen Geschmack abgewinnen konnte, siedelte er 1856 nach Bern über, wo er die Redaktion der Berner Zeitung und gleichzeitig, was ihn besonders anzog, auch die Aufgabe übernahm, das im gleichen Verlag erscheinende Neue Schweizerische Unterhaltungsblatt regelmässig mit seinen Erzählungen zu bedienen. 1858 ergriff Frey, gemeinsam mit Eduard Dössekel die Initiative zu einem Zusammenschluss der einheimischen Schriftsteller. 1861 zog Frey mit seiner Familie nach Basel, wo er bis Oktober 1862 die Schweizerische Illustrierte Zeitung leitete um anschliessend nur noch als gewöhnlicher Mitarbeiter tätig zu sein. 1865 kehrte er nach Bern zurück um für die Zeitschrift Schweiz zu schreiben.
Frey entschloss sich 1868 als freier Schriftsteller zu arbeiten und zog nach Aarau. Doch seine finanzielle und schriftstellerische Notlage dauerte bis 1871 weiter an.
Jakob Frey schuf in den 25 Jahren seines Schaffens über hundert Erzählungen und seine Leistungen auf diesem Gebiet gehören zu den Perlen der schweizerischen Literatur. Sein Sohn Adolf Frey veröffentlichte nach dem Tod seines Vaters weitere, bislang unpublizierte Schriften sowie eine Biografie. Sein weiterer Sohn Alfred Frey wurde später Wirtschaftspolitiker und Nationalrat.

## Werke
- Zwischen Jura und Alpen. Erzählungen und Lebensbilder. 2 Bände. Leipzig: Weber 1858.
- Die Waise von Holligen. Erzählung aus den Tagen des Untergangs der alten Eidgenossenschaft. Basel: Krüsi 1863.
- Schweizerbilder. Erzählungen aus der Heimath. 2 Bände. Aarau: Sauerländer 1864.
- Neue Schweizerbilder. Erzählungen. Bern: Frobeen 1877.
- Gesammelte Erzählungen. 5 Bände. Aarau: Sauerländer 1897.
- Ein verhängnisvolles Bild. In: Die Schweiz. Schweizerische illustrierte Zeitschrift. 2 (1898), Heft 20, S. 462–468. doi:10.5169/seals-572466#473.
- Das erfüllte Versprechen. In: Deutscher Novellenschatz. Hrsg. von Paul Heyse und Hermann Kurz. Band 23. 2. Aufl. Berlin, [1910], S. 1–107. In: Weitin, Thomas (Hrsg.): Volldigitalisiertes Korpus. Der Deutsche Novellenschatz. Darmstadt/Konstanz, 2016 (Digitalisat und Volltext im Deutschen Textarchiv).